# Eudule costata
Eudule costata är en fjärilsart som beskrevs av W. Warren 1897. Eudule costata ingår i släktet Eudule och familjen mätare. Inga underarter finns listade i Catalogue of Life.